# Васо Бојанић
Васо Бојанић (Бања Лука, 17. јул 1952) српски је универзитетски професор и доктор техничких наука из области хемије.

## Биографија
Васо Бојанић је рођен 17. јула 1952. године у Крупи на Врбасу код Бање Луке, ФНРЈ. Завршио је Технолошки факултет у Бањој Луци, а на истом факултету је и магистрирао техничке науке из области хемијског инжењерства (1989). Докторске студије из области хемије и хемијских технологија је завршио 1994. године на Технолошко-металуршком факултету у Београду.
Звање доцента има од 1994, ванредног професора од 2000. и редовног професора од 2006. године. Ради на Пољопривредном факултету у Бањој Луци.

## Радови
Објавио је сљедеће књиге:
- В. Бојанић, С. Кеврешан, Д. Штајнер, Н. Чегар, Хемија, Пољопривредни факултет, Бања Лука (1999)
- Ј Ђуковић, В. Бојанић, Аерозагађење, Институт заштите и екологије, Бања Лука (2000)
- В. Бојанић, Д. Ристић, М. Максимовић, Моделирање реактора за Производњу полиестарских влакана, Удружење дефендолога Републике Српске, Бања Лука (2001)
- С Јовановић, С. Милетић, С. Бојанић, Ж. Топић, Рециклирање полимерног отпада, Пољопривредни факултет, Бања Лука (2002)
- В. Бојанић, С. Кеврешан, Д. Штајнер, Н. Чегар, Хемија (друго издање), Београд: Пољопривредни факултет, Бања Лука (2003)
- В. Бојанић, С. Јовановић, Калемљени кополимери целулозе и лигнина, Завичајно врело, Крупа на Врбасу-Бања Лука, Република Српска, Бања Лука (2003)
- П Милетић, Р. Грујић, В. Бојанић, Жељка Марјановић-Балабан, Ж. Топић, Хемија-задаци и практикум, Универзитет у Бањој Луци, Шумарски факултет, Бања Лука (2004)
- М. Марсенић, Ј. Ђуковић, В. Бојанић, Техничка заштита животне средине, ОД Хемикс-Бања Лука, Бања Лука (2004)